# Johann Friedrich von und zum Stein

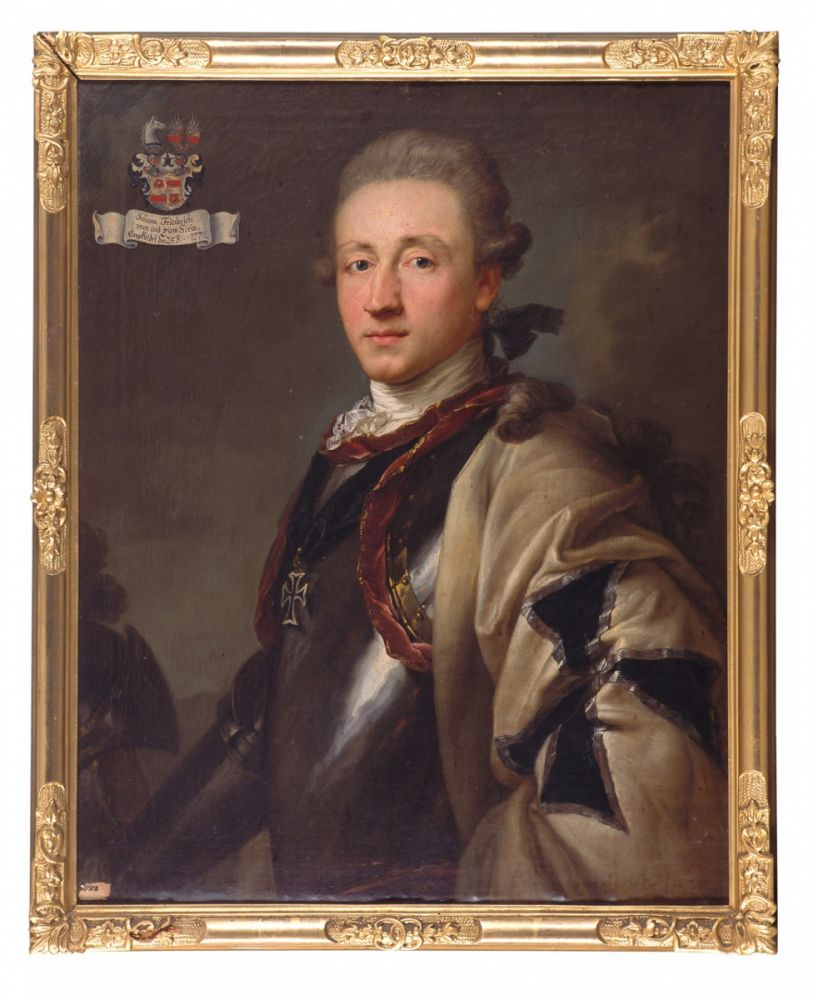
Johann Friedrich von und zum Stein (1749–1799). Gemälde von Anton Graff (1774)

Johann Friedrich von und zum Stein (* 1749; †  29. Juli 1799 in Triesdorf) war ein preußischer Oberst, Diplomat sowie Komtur des Deutschen Ordens in Weddingen.

## Leben und Wirken
Seine Eltern waren der kurmainzische Geheimrat Karl Philipp von und zum Stein (1708–1788) und dessen Ehefrau Henriette Karoline Langwerth von Simmern (1721–1783), verwitwete Löw von und zu Steinfurth. Der preußische Minister Heinrich Friedrich Karl vom und zum Stein war sein Bruder (1757–1831), ein anderer Bruder, Friedrich Ludwig, war kaiserlicher Oberstleutnant. Eine Schwester, Marianne vom Stein, war Äbtissin im Stift Wallenstein in Homberg.
Stein besuchte das Pädagogium in Halle und unternahm danach ausgedehnte Reisen. 1766 ging er in holländische Dienste und kam in das Infanterieregiment „Prinz von Nassau-Usingen“. 1769 wurde er dort Kompaniechef. Er hatte einen verschwenderischen Lebenswandel. Das ging so weit, dass Stein durch Familienbeschluss vom 2. Februar 1774 von der Erbschaft des väterlichen Vermögens ausgeschlossen wurde. Als Komtur des Deutschen Ordens verfügte er aber ohnehin über größere eigene Geldmittel. Wie sein Bruder war er ein Bewunderer des preußischen Königs Friedrich II. Als es im März 1778 zum Bayerischen Erbfolgekrieg kam, bot er dem König an, zwei Freibataillone zu werben. Laut Schreiben vom 4. April 1778 wurde Stein zum Kommandeur des Regiments und zum Oberst der Preußischen Armee ernannt. Das Regiment wurde in Halberstadt gesammelt. Mit dem Ende des Krieges 1779 wurde das Regiment in Magdeburg aber wieder aufgelöst. Ob es an Kampfhandlungen teilgenommen hatte, ist nicht bekannt. Stein blieb preußischer Oberst mit einem Jahresgehalt von 682 Talern.
Im Juli 1779 versuchte er mit dem sächsischen Artilleriehauptmann Johann Gottlieb Tielke eine preußische Artillerieschule zu eröffnen. Das war ebenso wenig von Erfolg gekrönt, wie sein Angebot im August, sich als Spion in den Niederlanden zu betätigen. Er widmete sich dann der Verbesserung der königlichen Forsten, offenbar mit einigem Erfolg, denn er wurde 1780 dafür zum Zeremonienmeister ernannt. Ende 1780 erhielt er eine Sendung an den Wiener Hof, die er zur Zufriedenheit des Königs erledigte.
Am 27. Januar 1781 erhielt Stein eine neue Aufgabe. Er sollte die Stimmung der Domkapitel in Mainz, Würzburg und Bamberg erkunden und im preußischen Sinne beeinflussen. Zudem sollte er sicherstellen, dass der mainzische Statthalter in Erfurt, Karl Theodor von Dalberg, der von den Preußen als Coadjutor von Mainz vorgesehen war, für Preußen gewonnen werden konnte. All das sollte heimlich geschehen, daher besuchte er offiziell Anfang 1781 seine Schwester, die Gräfin Werthern, in Erfurt, um so die Bischofswahlen zu beobachten. Er war erfolgreich, schien aber später nicht mehr in diplomatischen Diensten verwendet worden zu sein.
Stein wurde Gesellschafter von Friedrich II. und kam gut mit Bischoffwerder, aber weniger mit Graf Herzberg aus. Ein gutes Verhältnis hatte er auch zum Vertreter des Fürstenbundes Karl August von Sachsen-Weimar-Eisenach.
Auch nach dem Tode Friedrichs behielt er seine Vertrauensstellung. Dessen Nachfolger Friedrich Wilhelm II. ernannte ihn am 10. November 1786 kurz nach der Thronbesteigung zum Hof- und Landjägermeister der Mark. Die Stellung brachte ihm ein Gehalt von 3000 Talern ein. Im Januar 1787 entsandte ihn der König an den Hof des Kurfürsten von Mainz Karl von Erthal, um ihn für den Fürstenbund zu gewinnen. Am Hof des Fürsten traf er Wilhelm Heinse, den Geschichtsschreiber Johannes von Müller sowie Frau Sophie von Coudenhoven, die großen Einfluss auf den Kurfürsten hatte. Er verbrachte 1789 einige Zeit am Krankenlager seines Freundes Müller. Der Versuch, ihm eine Anstellung in Preußen zu verschaffen, schlug aber fehl.
Der Kurfürst wünschte aber Stein als offiziellen Vertreter Preußens an seinem Hof. Im Sommer 1787 ordnete Stein noch die Angelegenheiten in der Verwaltung der königlichen Forsten in Berlin und Potsdam und besuchte dann seinen Freund Karl August von Weimar. Dieser warnte ihn aber noch vor den Verlockungen des Hofs. Am 30. November 1787 wurde er Gesandter und bevollmächtigter Minister in Mainz. Auf diesem Posten blieb er die nächsten fünf Jahre. Er führte in dieser Zeit eine rege Korrespondenz mit dem König, Bischoffwerder und dem Ressortminister Lucchesini. Er hatte sich schön eingerichtet und als ihn 1792 Goethe besuchte, konnte er sich dem behaglichen Eindruck des Stein’schen Landsitzes nicht entziehen.
Steins Einfluss sank, als der Kanzler Albini an die Macht kam. Als 1792 die Wellen der französischen Revolution das deutsche Reich erreichten, drang Stein darauf, alles verteidigungsbereit zu machen. Aber als General Custine vor den Toren stand, war nichts geschehen und als am 21. Oktober 1792 die Stadt kapitulierte, musste Stein über Nassau nach Koblenz fliehen. Als er am 23. Oktober in Koblenz ankam, brach auch dort die Revolution aus und so evakuierte er das Hospital und einen Teil der Magazine nach Wesel. Dort traf er mit seinem Bruder und dem General Wallmoden zusammen, um ein gemeinsames Vorgehen von preußischen und hannoverschen Truppen zu organisieren. Am 10. November 1792 ging er mit seinem Bruder zur Armee des Königs. Er starb am 29. Juli 1799 in Triesdorf an einem Nervenschlag.